# Ліон (старе місто)
45°45′47″ пн. ш. 4°49′41″ сх. д. / 45.763056° пн. ш. 4.828056° сх. д.
Старе місто Ліона або Старий Ліон (фр. Vieux-Lyon) — середньовічний квартал в західній частині французького міста Ліона. Розташований на схилах на правому березі річки Сони, недалеко від її гирла. Його площа становить 424 гектари, це один із найбільших середньовічних кварталів в Європі, що збереглися на даний час. В 1998 році Старий Ліон було внесено до світової спадщини ЮНЕСКО.
Має три основні чітко виражені частини: Сен-Жан, Сен-Поль і Сен-Жорж.
Квартал Сен-Жан (фр. Saint-Jean) розташований в середній частині Старого Ліона. Саме тут перебуває більша частина архітектурних пам'яток району, такі як Археологічний сад (фр. Jardin archéologique), Міняльна ложа (фр. Loge du Change), Палац юстиції (фр. Palais de Justice), ціла низка найдавніших житлових будинків міста та Катедральний собор, ім'я якого і отримав квартал..
Квартал Сен-Поль (фр. Saint-Paul) побудовано навколо однойменної церкви, він займає північну частину Старого Ліона. В середньовіччі тут жило переважно духовенство, але з XII — XIII століть він перетворюється на діловий центр міста. З усіх трьох кварталів Сен-Поль найбільше постраждав від знесень і перебудов. Саме в цьому кварталі відбувається дія фільму Бертрана Таверньє «Годинникар із Сен-Поля», відзнятого за мотивами детективного роману Жоржа Сіменона (1974).
Квартал Сен-Жорж (фр. Saint-Georges) розташований в південній частині району, це найменш відомий та найменш відвідуваний туристами квартал Старого Ліона. З античних часів до раннього середньовіччя тут стояли портові споруди. З XI століття в квартал поступово почали оселятися мешканці, переважно бідняки. А в XV—XVIII століттях квартал був центром міського ремісництва, в першу чергу — ткацького виробництва. Саме в цьому кварталі народився лялькар Лоран Мурге (фр.), який створив ляльку Ґіньйоль. Найвідоміші атракції цього кварталу — церква Святого Георгія (Сен-Жорж, фр. Église Saint Georges) і площа Трініте (фр. Place de la Trinité), на якій сходяться п'ять вулиць.